# Radix (mollusque)
Pour les articles homonymes, voir Radix.
Genre
Radix est un genre de mollusques gastéropodes aquatiques regroupant plusieurs espèces de limnées (ou lymnées).

## Liste d'espèces
Selon NCBI (22 févr. 2015) :
- Radix ampla
- Radix auricularia - Limnée auriculaire ou limnée conque
- Radix balthica - Limnée commune ou limnée ovale
- Radix labiata, pour autres réf., synonyme de Radix peregra - Limnée voyageuse
- Radix lagotis
- Radix luteola
- Radix natalensis
- Radix peregra
- Radix pinteri
- Radix quadrasi
- Radix relicta
- Radix rubiginosa
- Radix swinhoei
- Radix zazurnensis

Selon World Register of Marine Species (2 janv. 2012) :
- Radix auricularia
- Radix balthica

Selon BioLib (22 févr. 2015) :
- Radix ampla (Hartmann, 1821)
- Radix auricularia (Linnaeus, 1758) - Limnée auriculaire ou limnée conque
- Radix hamadai T. Habe, 1968
- Radix natalensis (Krauss, 1848)
- Radix ovata (Draparnaud, 1805)
- Radix peregra (O.F. Müller, 1774) - Limnée voyageuse
- Radix pinteri Schütt, 1974
- Radix relicta Polinski, 1929